# Saint-Mathieu-de-Beloeil
Saint-Mathieu-de-Beloeil è un comune del Canada, situato nella provincia del Québec, nella regione di Montérégie.